# Nordlig klipphopparpingvin
Nordlig klipphopparpingvin (Eudyptes moseleyi) är en starkt hotad art av pingviner och en av de arter som lever längst norrut.

## Utseende
Nordlig klipphopparpingvin är en 55 centimeter lång pingvin med röda ögon, vit undersida och skiffergrå ovansida. Den har karakteristiska mycket långa och starkt gula ögonbryn som slutar i långa gula plymer bakom ögonen. Ovansidan av huvudet har spetsiga svarta fjädrar. De närbesläktade arterna västlig klipphopparpingvin och östlig klipphopparpingvin har bredare ögonbryn och ännu längre plymer.

## Utbredning och systematik
Fågeln förekommer i den tempererade delen av södra Atlanten och Indiska oceanen och häckar där på sju öar mellan 37° och 40° sydlig bredd. 85 % av populationen finns i Atlanten i ögruppen Tristan da Cunha samt närliggande Gough Island. Resterande 15 % häckar på öarna Saint Paul och Amsterdamön i södra Indiska oceanen. Den har tillfälligt setts i Falklandsöarna samt i Sydafrika.
Tidigare betraktades nordlig klipphopparpingvin vara en underart till Eudyptes chrysocome, men urskiljs nu allmänt som egen art efter studier.

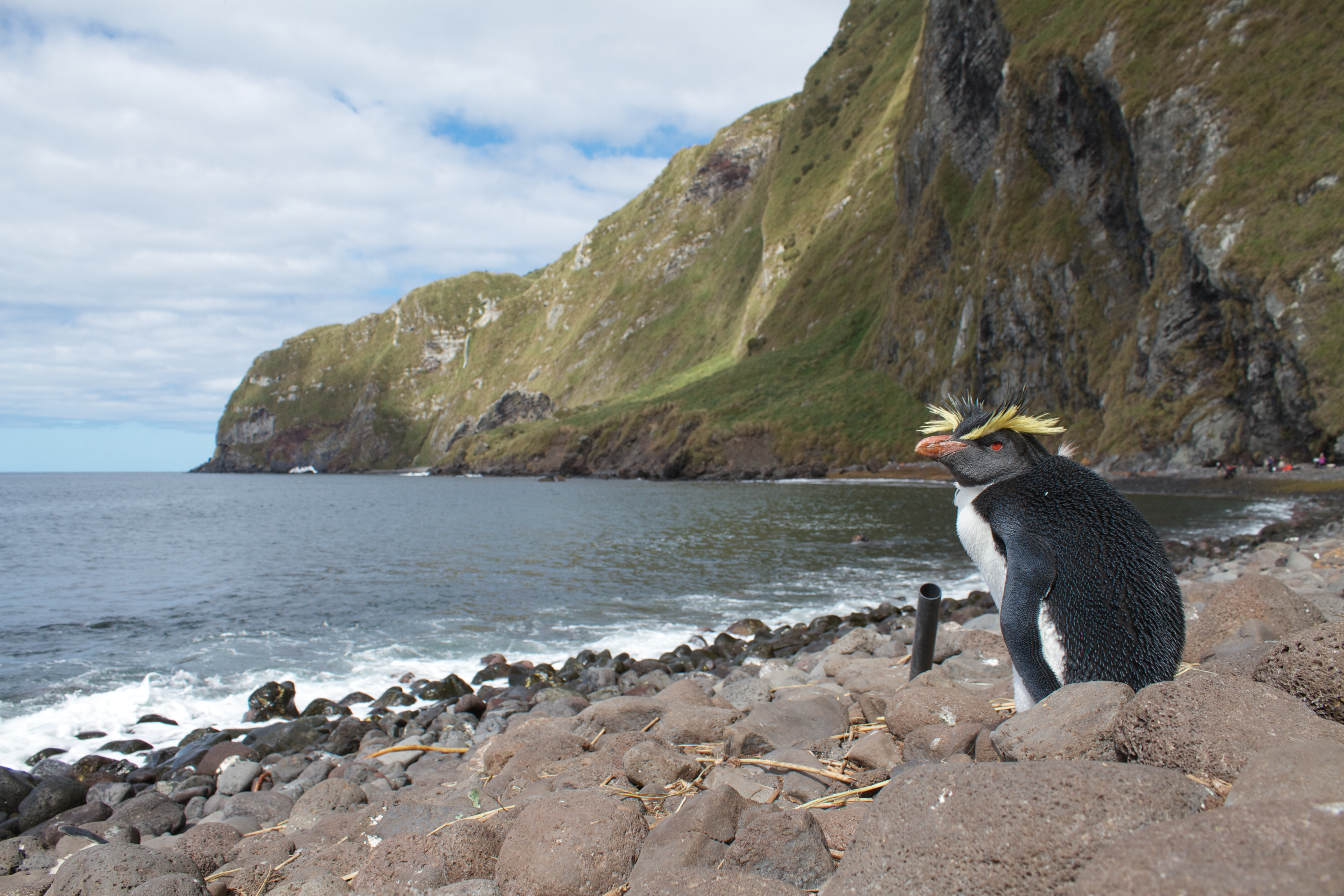
Nordlig klipphopparpingvin på Inaccessible Island.

## Ekologi
Nordlig klipphopparpingvin lever huvudsakligen av kräftdjur, i synnerhet krill, men intar också bläckfisk. Även fisk ingår i födan, framför allt när ungarna har fötts. Den är opportunistisk i sitt födosökande och nyttjar olika områden under och efter häckningstid.
Vuxna fåglar anländer till häckningskolonierna i slutet av juli och augusti. I Atlanten kan den häcka i olika typer av miljöer, från stenströdda stränder på Gough Island och Tristan da Cunha till grästuvor (huvudsakligen Spartina arundinacea) på Nightingale, Alex (Middle) och Inaccessible. I Indiska oceanen häckar den i sluttande terräng från havsnivå till 170 meter över havet.

## Status
IUCN kategoriserar arten som starkt hotad på grund av att den minskar kraftigt i antal. Enligt de senaste uppskattningarna består världspopulationen av till drygt 200 000 par.

## Namn
Fågelns vetenskapliga artnamn hedrar Henry Nottidge Moseley (1844-1891), brittisk zoolog och upptäcktsresande. Den har på svenska även kallats atlantpingvin, men blev tilldelat ett nytt namn eftersom en betydande del av populationen inte finns i Atlanten.